# Autofinanciación
En economía de la empresa se entiende por autofinanciación o financiación interna al conjunto de recursos financieros que las empresas obtienen por sí mismas sin recurrir a fuentes de financiación externas, es decir que no proceden ni de nuevas aportaciones de los socios, ni de aumentos de la posición deudoras, sino que son generados por la empresa. Las principales fuentes de autofinanciación son los beneficios retenidos y las amortizaciones.
En general se habla también de autofinanciación fuera del mundo empresarial para referirse a la financiación de personas o instituciones que no necesitan acudir a préstamos o deudas para el desarrollo de sus actividades.
Una de las clasificaciones más usuales de las fuentes de financiación empresarial es la que diferencia entre fuentes internas y externas, dependiendo de que los recursos financieros se hayan generado en el interior o provengan del exterior. La autofinanciación se define como la creación de nuevos recursos financieros por la propia unidad económica. Una vez obtenido el resultado del ejercicio y remunerados los agentes económicos que participan en el proceso productivo, quedará el resto de libre disposición para la empresa. La autofinanciación beneficia la estructura y funcionamiento del sistema de gestión e incorpora ventajas futuras a todos los partícipes. Las consecuencias más importantes de esta forma de financiación son la reducción de la dependencia exterior y la de los gastos financieros. La autofinanciación también puede considerarse como la parte de los beneficios o de los recursos generados que permanece en el seno de la empresa, es decir, los beneficios no distribuidos, los fondos de amortización y las provisiones.
Según que se considere la totalidad o parte de los componentes de la autofinanciación, se pueden distinguir los siguientes conceptos:

## Beneficios retenidos
La diferencia entre ingresos y costes es el beneficio. La aplicación del beneficio suele ser la siguiente: una parte va a remunerar a los socios o accionistas, en forma de dividendo, mientras que otra parte permanece en la empresa y que es la que se dedica a la autofinanciación. A esta parte de la autofinanciación se le denomina autofinanciación de expansión.
La retención de beneficios se puede efectuar voluntariamente o de forma obligatoria. La retención de beneficios puede quedar explícita en la contabilidad en cuentas de reservas o de forma latente u ocultas que surgen de una subvaloración de activos o una sobrevaloración de pasivos.

## Amortizaciones
Entre las distintas funciones que cumple la amortización empresarial se encuentra la función financiera que supone la disposición de unos recursos financieros que se pueden utilizar en las distintas funciones de la empresa. A esta autofinanciación se le denomina de reposición.

## Ventajas e inconvenientes de la autofinanciación empresarial
Considerando las amortizaciones conjuntamente con los beneficios de la empresa se obtiene la autofinanciación que genera las siguientes ventajas:
- Permite a la empresa el disfrute de una mayor autonomía y libertad de acción.
- Permite que las reservas constituyan para la sociedad una fuente de recursos financieros que no es necesario remunerar.
- Para las pequeñas y medianas empresas constituye una forma singularizada de obtener recursos a largo y medio plazo.

Por otro lado, la autofinanciación puede calificarse como inconveniente para los accionistas de una determinada empresa, entre la circunstancia posible de que la autofinanciación vulnere el fin social. El efecto negativo puede hacerse extensivo a inversiones con resultados poco rentables, léase reducción de dividendos o de la rentabilidad de acciones.